# Getúlio (filme)
Getúlio é um filme brasileiro de 2014, do gênero drama histórico-biográfico, dirigido por João Jardim, com roteiro de George Moura.
O filme percorre a intimidade dos 19 últimos dias de vida de Getúlio Vargas, período em que ele fica isolado no palácio do Catete, enquanto seus opositores o acusam de ser o mandante do atentado da rua Tonelero contra o jornalista Carlos Lacerda. Lançado em 1.º de maio de 2014, Getúlio é estrelado por Tony Ramos como Getúlio e Drica Moraes como Alzira Vargas, filha do ex-presidente.

## Elenco
| Ator              | Papel                       |
| ----------------- | --------------------------- |
| Tony Ramos        | Getúlio Vargas              |
| Drica Moraes      | Alzira Vargas               |
| Alexandre Borges  | Carlos Lacerda              |
| Adriano Garib     | General Zenóbio da Costa    |
| Marcelo Médici    | Lutero Vargas               |
| Thiago Justino    | Gregório Fortunato          |
| Alexandre Nero    | Coronel Adhemar Scaffa      |
| Jackson Antunes   | Café Filho                  |
| Clarice Abujamra  | Darcy Vargas                |
| Fernando Luís     | Benjamim Vargas             |
| Michel Bercovitch | Tancredo Neves              |
| Paulo Giardini    | Brigadeiro Eduardo Gomes    |
| Leonardo Medeiros | General Aguinaldo Caiado    |
| Fernando Eiras    | José Soares Maciel Filho    |
| Daniel Dantas     | Deputado Afonso Arinos      |
| Silvio Matos      | General Carneiro de Menezes |
| José Raposo       | Nero Moura                  |
| Luciano Chirolli  | General Tavares             |
| Murilo Elbas      | Mordomo João Zaratimi       |
| Gillray Coutinho  | Almirante Roberto Guilhobel |
| Cláudio Tovar     | Deputado Gustavo Capanema   |
| Murilo Grossi     | Major Hernani Fittipaldi    |
| Paula Braun       | Viúva                       |
| Caco Baresi       | Investigador                |
| Nicolas Freitas   | Sergio Lacerda              |
| AC Costa          | Alcino João do Nascimento   |

## Produção
O longa Os Últimos Dias de Getúlio foi dirigido por João Jardim, co-diretor de Lixo Extraordinário, documentário indicado ao Oscar em 2011. De acordo com o cronograma oficial, o filme entrou em fase de pré-produção ainda em março, com as filmagens começando em junho.
Em novembro de 2011, foi realizado uma comissão de seleção de projetos apresentados para Ancine para receber apoio financeiro. Vários pontos foram analisados e foi decidido apoiar o projeto com 150 mil dólares americanos e em julho de 2012, a RioFilme anuncia que receberão investimentos, pelo Programa de Fomento ao Audiovisual Carioca (FAC), que prevê um investimento de R$ 400 mil através de cinco linhas em produções audiovisuais. O filme recebeu um apoio financeiro de R$ 400 mil reais.
Em março de 2013, a produtora Copacabana Filmes confirmou o ator Tony Ramos no filme. O ator interpreta o ex-presidente Getúlio Vargas, e Drica Moraes interpreta Alzira Vargas, filha do ex-presidente.

## Prêmios e indicações
| Ano  | Prêmio                             | Categoria                       | Indicados                                     | Resultado | Ref.        |
| ---- | ---------------------------------- | ------------------------------- | --------------------------------------------- | --------- | ----------- |
| 2015 | Prêmio Sophia                      | Melhor Som                      | Pedro Melo, Alessandra Laroca e Branko Neskov | Indicado  | [ 7 ] [ 8 ] |
| 2015 | Grande Prêmio do Cinema Brasileiro | Melhor Som                      | Pedro Melo, Alessandra Laroca e Branko Neskov | Indicado  | [ 9 ]       |
| 2015 | Grande Prêmio do Cinema Brasileiro | Melhor Longa-Metragem de Ficção | João Jardim e Carla Camurati                  | Indicado  | [ 9 ]       |
| 2015 | Grande Prêmio do Cinema Brasileiro | Melhor Direção                  | João Jardim                                   | Indicado  | [ 9 ]       |
| 2015 | Grande Prêmio do Cinema Brasileiro | Melhor Atriz                    | Drica Moraes                                  | Indicado  | [ 9 ]       |
| 2015 | Grande Prêmio do Cinema Brasileiro | Melhor Ator Coadjuvante         | Adriano Garib                                 | Indicado  | [ 9 ]       |
| 2015 | Grande Prêmio do Cinema Brasileiro | Melhor Direção de Fotografia    | Walter Carvalho                               | Indicado  | [ 9 ]       |
| 2015 | Grande Prêmio do Cinema Brasileiro | Melhor Figurino                 | Marcelo Pies                                  | Indicado  | [ 9 ]       |
| 2015 | Grande Prêmio do Cinema Brasileiro | Melhor Roteiro Original         | George Moura                                  | Indicado  | [ 9 ]       |
| 2015 | Grande Prêmio do Cinema Brasileiro | Melhor Montagem de Ficção       | Joana Ventura e Pedro Bronz                   | Indicado  | [ 9 ]       |
| 2015 | Grande Prêmio do Cinema Brasileiro | Melhor Trilha Sonora Original   | Federico Jusid                                | Indicado  | [ 9 ]       |
| 2015 | Grande Prêmio do Cinema Brasileiro | Melhor Ator                     | Tony Ramos                                    | Venceu    | [ 9 ]       |
| 2015 | Grande Prêmio do Cinema Brasileiro | Melhor Direção de Arte          | Tiago Marques                                 | Venceu    | [ 9 ]       |
| 2015 | Grande Prêmio do Cinema Brasileiro | Melhor Maquiagem                | Martín Macias Trujillo                        | Venceu    | [ 9 ]       |